# 雀麦黑粉菌
雀麦黑粉菌（学名：Ustilago bullata）是属于黑粉菌目黑粉菌科黑粉菌属的一种真菌，寄生在雀麦属植物上。该种分布于中国、印度、哈萨克斯坦、乌兹别克斯坦、土库曼斯坦、格鲁吉亚、阿塞拜疆、亚美尼亚、爱沙尼亚、拉脱维亚、俄罗斯、白俄罗斯、乌克兰、摩尔多瓦、波兰、法国、西班牙、阿尔及利亚、肯尼亚、澳大利亚、新西兰、加拿大、美国等地。